# 蓝钟镇
蓝钟镇，是中华人民共和国广东省肇庆市怀集县下辖的一个乡镇级行政单位。

## 行政区划
蓝钟镇下辖以下地区：
沙坪村、平安村、佛甘村、下竹村、上竹村、古城村、太平村和双兴村。